# Kẻ độc tài (phim 2012)
Kẻ độc tài (tựa gốc: The Dictator) là bộ phim hài có sự tham gia của ngôi sao Sacha Baron Cohen và anh cũng là đồng tác giả. Đây là bộ phim thứ tư mà Sacha Baron Cohen giữ vai trò chủ đạo. Đạo diễn của phim là Larry Charles, ông cũng là đạo diễn trong hai bộ phim Borat và Brüno của Sacha Baron Cohen trước đây. Trong bộ phim, Cohen đóng vai Tổng đô đốc Aladeen, nhà lãnh đạo độc tài của nước cộng hòa hư cấu Wadiya và đến thành phố New York của Hoa Kỳ. Ngoài ra, phim còn có sự tham gia của các ngôi sao Anna Faris và Ben Kingsley.

## Nội dung
Câu chuyện xoay quanh tổng đô đốc độc tài Aladdin, vị lãnh tụ tối cao của Wadiya - 1 đất nước sở hữu trữ lượng dầu mỏ khổng lồ ở Trung Đông. Aladdin là 1 người kém cỏi, tàn bạo, thích giết người bừa bãi và vô cùng cuồng dâm, nhưng y lại là người thừa kế hợp pháp duy nhất của đất nước, sau sự qua đời của cha, y đã trở thành lãnh tụ tối cao của đất nước Wadiya khi vừa mới 7 tuổi và tiếp tục duy trì chế độ độc tài toàn trị ở xứ sở do mình trị vì. Dưới sự cai trị của y, Wadiya đã trở thành 1 cường quốc hạt nhân nhưng ở đất nước này không hề có bất cứ sự tự do dân chủ nào, các hoạt động giao thương với thế giới, kể cả là xuất khẩu dầu mỏ bị cấm triệt, vì vậy người chú ruột của y, 1 kẻ có tham vọng quyền lực muốn được xuất khẩu và hợp tác khai thác dầu khí với các nhà tư sản nước ngoài đã âm mưu ám sát y và thay thế bằng 1 kẻ thế thân ngờ nghệch có diện mạo giống hệt y.
Đến một ngày nọ, trước áp lực của thế giới tự do, Aladdin và phái đoàn của Wadiya đã phải đến Thành phố New York, Mỹ để tham gia phát biểu trước Liên Hợp Quốc về tình hình tự do tại Wadiya, nhưng vào buổi tối trước ngày trọng đại đó, khi Aladdin đang say giấc trong phòng khách sạn sang trọng, y đã bị 1 tên cận vệ do chú của mình cài cắm bắt cóc nhằm sát hại nhưng khi cuộc hành hình vừa được bắt đầu bằng màn cạo sạch râu trên mồm Aladdin (bộ râu rậm rạp và xoăn tít là 1 đặc điểm nổi bật của y) thì tên sát thủ vô tình gặp phải tai nạn nghề nghiệp khi đang cố gắng hun khói Aladdin, nhờ đó y thoát nạn, nhưng lúc này khi không còn bộ râu rậm rạp thì không ai nhận ra vị lãnh tụ tối cao của Wadiya, sáng hôm sau Aladdin cố gắng tìm mọi cách đột nhập vào trụ sở Liên Hợp Quốc nhưng đều thất bại, y vô tình bị hòa mình vào dòng người đang biểu tình chống đối chính y, Aladdin bị hiểu nhầm là 1 nhà đấu tranh đến từ Wadiya và y đã nhận được sự giúp đỡ của 1 cô gái người Mỹ, y được cô đưa về giao cho công việc và bao ăn ở tại 1 siêu thị, nơi quy tụ rất nhiều người tị nạn chính trị, ban đầu y tỏ ra rất kiêu ngạo và bất hợp tác, không lâu sau thì y đã bỏ đi.
Aladdin lang thang khắp phố phường New York, trong lúc đó y đã nhìn thấy người chuyên gia chế bom nguyên tử do chính y đã ra lệnh xử tử từ hơn 2 năm trước đi thoáng qua mặt y, y bám theo và vô tình lọt vào 1 nhà hàng, nơi quy tụ tất cả những kẻ mà y đã hạ lệnh xử tử trước đây, thế nên họ rất thù hận y. Ở khắp nơi trong nhà hàng này treo toàn cảnh tượng hãi hùng về cái chết của vị lãnh tụ, y vô cùng bàng hoàng toan bỏ đi nhưng dường như người chủ nhà hàng đã có sự ngờ vực về thân phận của y, nhưng vì thiếu bộ râu đặc trưng nên những thực khách nơi đây đã định tổ chức 1 cuộc thẩm vấn theo hình thức tra tấn cực hình y, may thay ngay lúc đó, người chuyên gia chế bom đã xuất hiện và giải thích rằng y chính là em họ của mình chứ không phải nhà độc tài của Wadiya, vì thế nên Aladdin thoát nạn. Aladdin và người chế bom cùng trò chuyện thì thầm trong nhà hàng, từ đó Aladdin đã biết được sự thật là trước đây những người mình ra lệnh xử tử đều còn sống do tên đao phủ hành hình là 1 nội gián của Mỹ. Người chuyên gia chế bom đã quyết định giúp đỡ Aladdin giành lại vị trí của y, đổi lại y phải phục chức Trưởng ban nghiên cứu, chế tạo vũ khí hạt nhân cho hắn, yêu cầu được chấp thuận và mục tiêu của cả hai là tìm cách đột nhập khách sạn nơi phái đoàn Wadiya trú ngụ để thay thế kẻ thế thân bằng Aladdin thật.
Còn về phía kẻ thế thân ngờ nghệch, hắn đã bị người chú tham vọng của Aladdin điều khiển với mục tiêu chấm dứt chế độ độc tài ở Wadiya để mở ra 1 nền dân chủ bằng 1 bản hiến pháp mới, nhưng bản hiến pháp đó thực ra vô cùng tệ hại và là 1 kế hoạch lừa đảo được thiết kế vô cùng tỉ mỉ, nó chỉ tạo ra sự tự do khai thác dầu khí cho giới tài phiệt chứ không hề ban phát lợi ích gì cho người dân Wadiya như đã tuyên bố. Kẻ thế thân của Aladdin đã biến thành trò cười tại trụ sở Liên Hợp Quốc với 1 chuỗi hành động ngơ ngáo bệnh hoạn, nhưng sau cùng hắn vẫn không quên nhiệm vụ tuyên đọc bài diễn văn đã được thảo sẵn và tuyên bố về sự kiện ban hành hiến pháp (sẽ diễn ra trong 5 ngày tới) thay đổi chế độ ở Wadiya.
Aladdin khi hay tin đã rất phẫn nộ, y buộc phải quay lại chỗ cô gái tốt bụng từng cưu mang mình làm việc bởi cô là người đang sở hữu 1 chiếc thẻ ra vào khách sạn nơi phái đoàn Wadiya đang trú ngụ. Tại nơi đây Aladdin đã bị người chú phát hiện còn sống và ông ta đã phái 1 nữ sát thủ đến ám sát y nhưng bất thành, y tiếp tục thoát chết và dần bắt nhịp với cuộc sống xứ cờ hoa, y đã phải lòng cô nàng tốt bụng và trở thành tổng quản lý siêu thị nơi quy tụ những người tị nạn chính trị từ khắp mọi nơi trên thế giới.
Sau khi thổ lộ tình cảm với cô gái, Aladdin đã tự thú về thân phận của mình, y bị cô nàng từ chối vì cô là 1 nhà hoạt động dân chủ và vô cùng căm thù y. Aladdin cảm thấy thất vọng, y lại đi khắp đường phố, tại đây trên những màn hình lớn của New York, y nhìn thấy sự phấn khích của nhân dân Wadiya khi biết rằng chế độ độc tài sẽ bị xóa sổ, y thấy hình ảnh tượng đài của mình bị lật đổ và nghe thấy những tiếng hò hét sung sướng, tiếng phỉ báng của người dân tại Wadiya kêu gọi y hãy chết đi từ những màn hình lớn đó. Aladdin cảm thấy rất tủi nhục và quyết định tự tử ở cây cầu lớn, nhưng ngay khi cái chết cận kề thì người chuyên gia chế bom đã xuất hiện và khích lệ tinh thần cho y, sau đó y đã quyết định vì đất nước, vì người cha quá cố, y sẽ phải trở về tiếp tục thống trị Wadiya và phải trở thành nhà độc tài vĩ đại nhất thế giới.
Sáng hôm sau Aladdin và người chuyên gia chế bom đã đi tìm 1 bộ râu và trang phục để đột nhập vào phòng khách sạn của kẻ thế thân bằng dây thừng bắc ngang từ tòa nhà đối diện, y đã đột nhập thành công và hoán đổi vị trí với kẻ thế thân khù khờ. Ngay lúc đó người chú bước vào dẫn Aladdin đến nơi ký ban hành hiến pháp mới, lúc này y đang giả vờ tỏ ra ngớ ngẩn để người chú không nghi ngờ, nhưng lúc đến địa điểm ký ban hành, y đã xé bản hiến pháp đó và ra lệnh bắt giữ người chú trước sự bàng hoàng sững sờ của toàn hội trường và cả thế giới đang theo dõi. Sau đó trước sự theo dõi của hàng tỷ người, Aladdin đã thao giảng về sự tuyệt vời của chủ nghĩa độc tài, nhưng rồi y chợt dừng lại khi đang thao thao bất tuyệt vì y nhìn thấy sự xuất hiện của cô nàng y đem lòng yêu thương, cô chính là người đã thay đổi cuộc đời y, cô đã trở lại nơi đây để 1 lần nữa thay đổi con người y. Sau đó chỉ vì ánh nhìn của người phụ nữ này mà Aladdin tuyên bố hủy bỏ bản hiến pháp và sẽ soạn lại 1 bản hiến pháp mới, 1 bản hiến pháp thực sự của 1 nền dân chủ thực sự cho toàn dân Wadiya, cả hội trường vỗ tay giòn giã, tiếng reo hò khắp nơi.
Một năm sau Aladdin kết hôn với cô gái và chế độ dân chủ được thiết lập ở Wadiya, sau đó Aladdin đã ra ứng cử và đắc cử Tổng thống với số phiếu gần như tuyệt đối là 98%, bởi y đã gian lận và tiến hành thao túng bầu cử, vì vậy chế độ độc tài vẫn tồn tại, chỉ có điều nó sẽ tồn tại một cách hợp pháp hơn trước và Aladdin vẫn tiếp tục thống trị đất nước Wadiya.

## Diễn viên
- Sacha Baron Cohen
- Ben Kingsley
- Anna Faris
- Jason Mantzoukas
- J. B. Smoove
- B. J. Novak
- John C. Reilly
- Megan Fox
- Adeel Akhtar
- Fred Melamed